# 霍尔特胡森
霍尔特胡森是德国梅克伦堡-前波莫瑞州的一个市镇。总面积20.57平方公里，总人口851人，其中男性431人，女性420人（2011年12月31日），人口密度41人/平方公里。